# Klimeschia afghanica
Klimeschia afghanica är en fjärilsart som beskrevs av Reinhardt Gaedike 1974. Klimeschia afghanica ingår i släktet Klimeschia och familjen skäckmalar. Inga underarter finns listade i Catalogue of Life.